# لئوپولدو وایخوس
لئوپولدو وایخوس (اسپانیایی: Leopoldo Vallejos‎؛ زادهٔ ۱۶ ژوئیهٔ ۱۹۴۴) بازیکن فوتبال اهل شیلی بود.
از باشگاه‌هایی که در آن بازی کرده‌است می‌توان به باشگاه ورزشی آئوداکس ایتالیانو اشاره کرد.
وی همچنین در تیم ملی فوتبال شیلی بازی کرده‌است.